# Beautiful Light
Beautiful Light è un album del gruppo The Fleshtones registrato e pubblicato nel 1993.
Tutti i brani sono stati scritti da Peter Zaremba e Keith Streng tranne dove indicato diversamente.

## Tracce
1. Mushroom cloud
2. Take a walk with the fleshtones - (Peter Zaremba)
3. Beautiful light - (Peter Zaremba )
4. Big heart
5. Not everybody's Jesus
6. Whistling past the grave - (Keith Streng)
7. Outcast – ( E. Campbell, E. Johnson)
8. D.t. Shadows -  (Keith Streng, Spaeth, Peter Zaremba)
9. Pickin, pickin'
10. Pocketful of change – (Fox, Keith Streng, Peter Zaremba)
11. Push on thru' - (Peter Zaremba)
12. Worried boy blues

## Formazione
- Peter Zaremba – voce
- Keith Streng – chitarra
- Bill Milhizer – batteria
- Hen Fox - basso

## Altri musicisti
- John Keane e Peter Buck – Chitarra
- Mike Mills – Organo
- Tim White – Piano
- Gordon Spaet – Sassofono alto
- Keene Carse – Trombone
- Tony Orbach – Sassofono tenore
- Joe Loposky – Tromba
- Markus Arike – Sassofono baritono